# Maria Słomiana
Maria Słomiana (ur. 21 listopada 1951 w Sanoku, zm. 8 sierpnia 2021 w Filadelfii) – polska i amerykańska naukowiec, doktor inżynierii mechanicznej, tytularny profesor nadzwyczajny.

## Życiorys

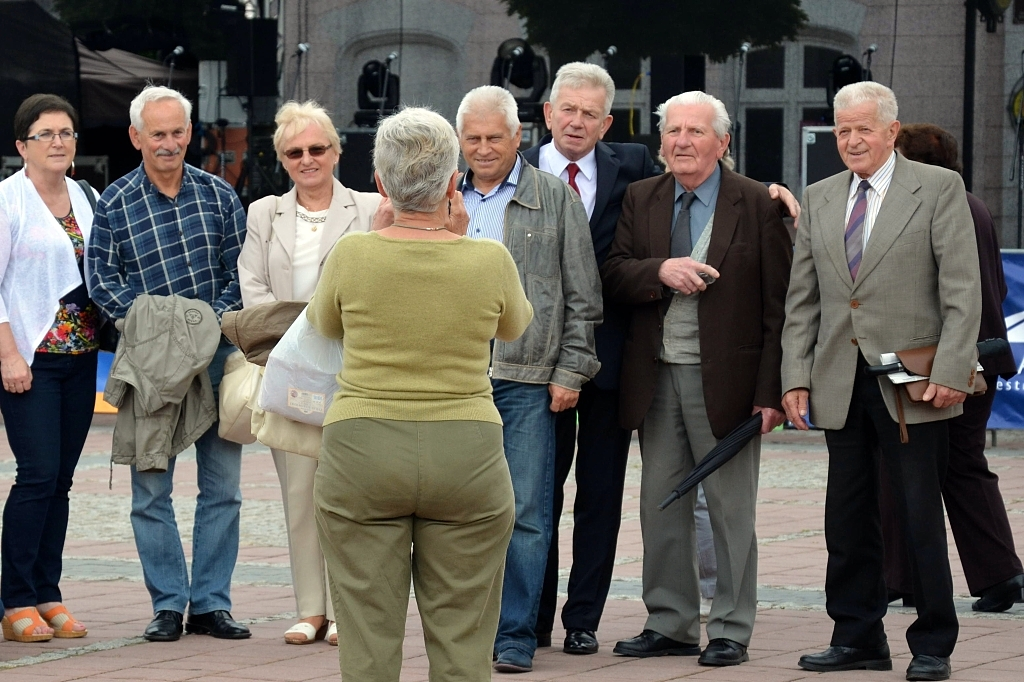
Maria Słomiana (trzecia od lewej) podczas Światowego Zjazdu Sanoczan (2014)

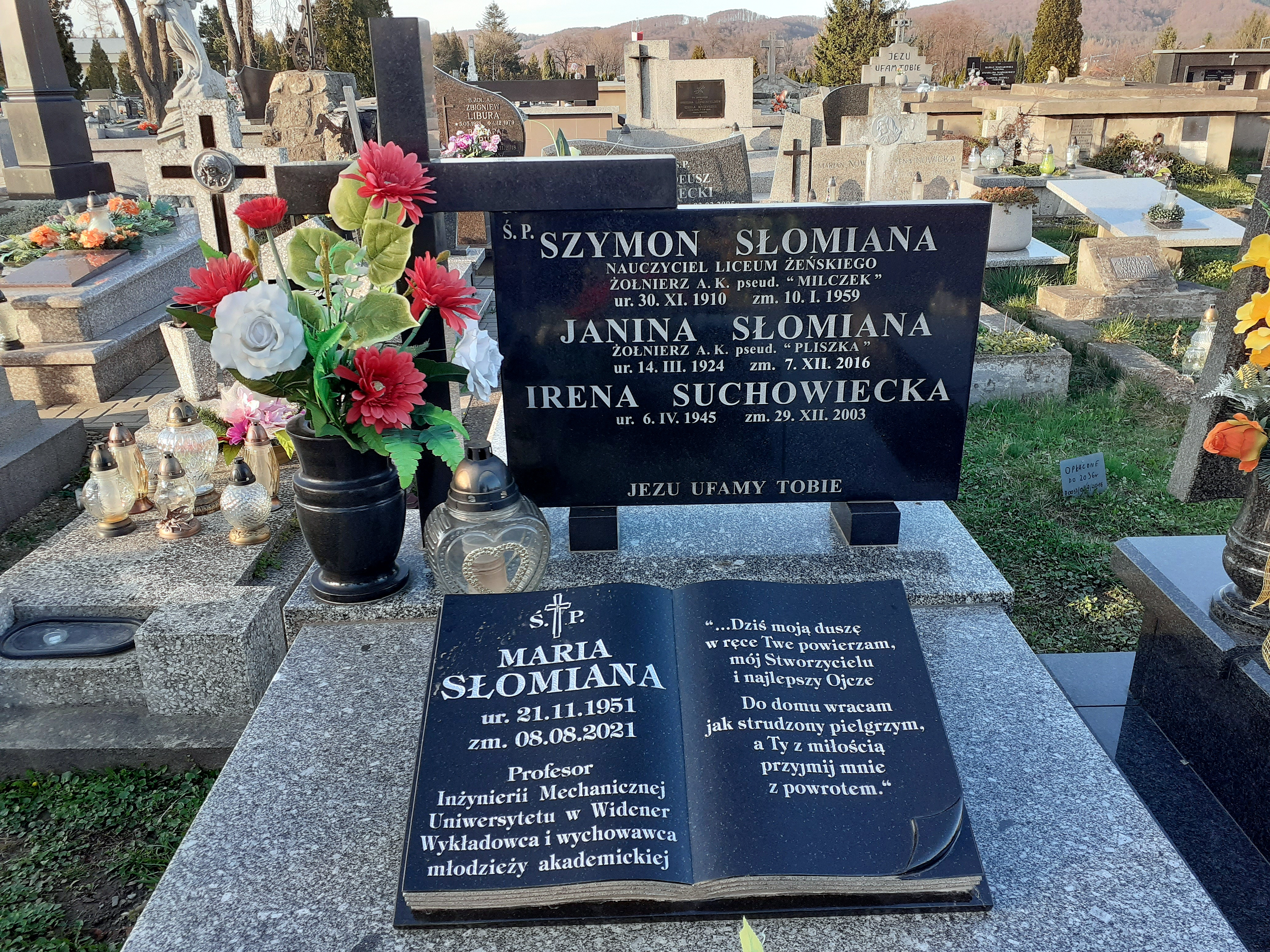
Grobowiec rodzinny Marii Słomianej

Urodziła się 21 listopada 1951 w Sanoku. Była najmłodszym dzieckiem Szymona (1910–1959, nauczyciel historii w II Liceum Ogólnokształcącym w Sanoku) i Janiny z domu Szarek (1924–2016) – podczas II wojny światowej żołnierzy Armii Krajowej. Początkowo, z racji zainteresowań, chciała uczyć się w liceum plastycznym. Ostatecznie podjęła kształcenie w Technikum Mechanicznym w Sanoku, gdzie w 1970 ukończyła naukę, uzyskując tytuł technika mechanika o specjalności naprawa i eksploatacja pojazdów samochodowych. W 1970 podjęła studia na Wydziale Samochodów i Maszyn Roboczych Politechniki Warszawskiej, gdzie obroniła pracę magisterską w zakresie inżynierii mechanicznej dotyczącą skrzyni biegów samochodu sportowego . Przez pierwsze trzy lata studiów na tym kierunku była jedyną kobietą obok 102 studentów. Działała w Zrzeszeniu Studentów Polskich. W trakcie studiów otrzymywała nagrody dziekańskie w 1972, 1973, nagrody rektorskie w 1973, 1984, 1975, nagrody w ZSP w 1974, 1975. Po uzyskaniu dyplomu została asystentką w zespole nadwozi Instytut Pojazdów PW. Na tym stanowisku pracowała dwa lata. W 1976 otrzymała nagrodę rektora „Dla Młodego Pracownika Naukowego Politechniki Warszawskiej”.
Po uzyskaniu stypendium naukowego w 1977 wyjechała na Uniwersytet Pensylwanii w Stanach Zjednoczonych. Tam podjęła pracę w charakterze asystentki w laboratorium mechaniki oraz podjęła studia w zakresie inżynierii mechanicznej i mechaniki stosowanej, ukończone w 1979 . Następnie przebywała na kolejnym stypendium w Uniwersytecie Drexela, gdzie wykładała statykę, mechanikę oraz teorię maszyn i mechanizmów oraz pod okiem prof. Alberta S. Wanga napisała dotyczącą materiałów kompozytowych pracę doktorską pt. Delamination Growth in Graphite Epoxy Laminates Under Compressive Loads, obronioną w 1984 i zwieńczoną uzyskaniem stopnia doktora inżynierii mechanicznej i mechaniki stosowanej . Po otrzymaniu czterech ofert zatrudnienia w różnych uczelniach podjęła pracę na Wydziale Inżynierii Mechanicznej w Uniwersytecie Widener z siedzibą w Chester, obejmując posadę docenta . Tam dokonała szeregu zmian w zakresie programu nauczania, stworzyła Laboratorium Mechaniki i Wytrzymałości Materiałów. W 1987 otrzymała historycznie pierwszy tytuł dla wyróżniającego się profesora inżynierii mechanicznej, przyznane przez studencką organizację inżynierów mechaników. Także w 1987 otrzymała tytuł profesora nadzwyczajnego inżynierii mechanicznej, co było pierwszym tego typu wyróżnieniem w dziejach uczelni. W 1990 mianowano ją tytularnym profesorem nadzwyczajnym. Współpracowała z przedsiębiorstwami Boeing Company, Piasecki Aircraft Corp., Zlotnicki & Neuman Technical Consulting and Research Services .
Należała do organizacji o charakterze naukowym: American Academy of Mechanics, American Society of Mechanical Engineers, American Society for Engineering Education. Była autorką publikacji naukowych oraz artykułów w fachowych czasopismach. Udzielała się też w ramach organizacji polonijnych: Kongresu Polonii Amerykańskiej, Polish People University, Polish Heritage Society, Polish American Veteran Association w Filadelfii.
Zamieszkiwała w Broomall na przedmieściach Filadelfii. Zmarła 8 sierpnia 2021 w Filadelfii na skutek choroby nowotworowej . W dniu 21 października 2021 urna z jej prochami została pochowana w grobowcu rodziców na Cmentarzu Centralnym w Sanoku.

## Publikacje
- A three – Dimensional Finite Element Analysis of Delamination Growth in Composite Laminates (1983)[10]
- Delamination Growth in Graphite Epoxy Laminates Under Compressive Loads (1984)[10]